# Eugène De Guchtenaere
Eugène De Guchtenaere (Gent, 15 april 1852 - 14 augustus 1906) was een Belgisch volksvertegenwoordiger.

## Levensloop
Van beroep onderwijzer, stortte De Guchtenaere zich in de syndicale actie, in oppositie met de socialistische vakbonden. Hij werd secretaris van de Antisocialistische Werkliedenbond in Gent en raadgever van de Antisocialistische Vrouwenbond. In 1896 stichtte hij de samenwerkende vennootschap Het Volk.
In 1894 werd hij verkozen tot volksvertegenwoordiger voor het arrondissement Gent en vervulde dit mandaat tot in 1900. In 1896 diende hij een wetsvoorstel in voor de verplichte pensioenverzekering, die echter niet werd aangenomen.